# Iphigenieae
Iphigenieae, maleni biljni tribus, dio porodice mrazovčevki. Pripadaju mu dva roda, jedan monotipičan, sa ukupno 12 vrsta geofita, iz Afrike, Azije i Australije.

## Rodovi
1. Camptorrhiza Hutch. (1 sp.)
2. Iphigenia Kunth (11 spp.)